# Luka (općina)
Luka je naselje i istoimena općina u Republici Hrvatskoj, u sastavu Zagrebačke županije.

## Zemljopis
Luka se nalazi u Zagrebačkoj županiji. Udaljen je 30-ak km od Zagreba. Kroz općinu prolazi željeznička pruga Zagreb Čakovec i državna cesta D1

## Stanovništvo
Prema popisu iz 2011. godine, Općina Luka je imala ukupno 1351 stanovnika raspoređenih u 5 naselja:
- Krajska Ves – 144
- Luka – 416
- Pluska – 207
- Vadina – 185
- Žejinci – 399

| broj stanovnika | 1311  | 1374  | 1513  | 1611  | 1826  | 1896  | 1804  | 1887  | 1867  | 1779  | 1673  | 1560  | 1430  | 1373  | 1419  | 1351  | 1265  |
|                 | 1857. | 1869. | 1880. | 1890. | 1900. | 1910. | 1921. | 1931. | 1948. | 1953. | 1961. | 1971. | 1981. | 1991. | 2001. | 2011. | 2021. |

| broj stanovnika | 317   | 321   | 347   | 383   | 428   | 421   | 435   | 405   | 460   | 389   | 368   | 369   | 376   | 362   | 411   | 416   | 420   |
|                 | 1857. | 1869. | 1880. | 1890. | 1900. | 1910. | 1921. | 1931. | 1948. | 1953. | 1961. | 1971. | 1981. | 1991. | 2001. | 2011. | 2021. |

## Uprava
Dan općine obilježava se 2. travnja, na dan kad je prvi puta 1926. godine osnovana općina Luka.
Općinsko vijeće sastoji se od 11 članova.

## Povijest
Početkom 20. stoljeća prostor današnje Općine Luka pružao je posve drukčiju sliku od sadašnje. U Pluski su se još nalazile dvije kurije: Pluska Gornja, vlasništvo drevne hrvatske vlastelinske obitelji Ladany, pod čijim je patronatom osnovana nekadašnja župa sv. Roka u Krajskoj Vesi, i Pluska Donja, vlasništvo obitelji Halper-Sigetski i sjedište porezne općine Pluska. U njoj je stolovao veliki županijski i kotarski sudac Nikola plemeniti Halper-Sigetski (1798. – 1895.). Na nekadašnjem Halperovu imanju rodio se godine 1929. jedan od najpoznatijih suvremenih hrvatskih slikara Ivan Lesiak, a kuriju Halperovih opisala je i čuvena Marija Jurić-Zagorka. Obitelj Halper posjedovala je u središtu Luke i prizemnicu koju je Nikolina kćerka Antonija prodala i u njoj je 1874. otvorena pučka škola Luka.
U Krajskoj Vesi od 1790. godine bilo je sjedište župe svetoga Roka. Župna je crkva bila drvena i nalazila se na mjestu sadašnje kapelice svetog Florijana. Godine 1857. drvena župna crkva je izgorjela. Vadinski vlastelin Ladislav Modić je za gradnju nove crkve darovao svoj vinograd „Krajšak" u Krajskoj Vesi, međutim je nakon duljega vijećanja, odlučeno je da se nova župna crkva gradi u središtu Luke. Tako je i bilo i 1864. godine u za ono vrijeme nevjerojatno kratkome vremenu dovršena je prekrasna nova crkva svetog Roka, najveća od Zagreba do Krapine. Uz nazočnost svih ondašnjih uglednika našega kraja i velikog broja drugih uzvanika posvetio ju je 18. kolovoza te godine zagrebački biskup Josip Mihalović.
U Žejincima, na brežuljku pored zaseoka Tuđmani (gdje se 1865. rodio djed prvoga hrvatskoga predsjednika Franje Tuđmana Ivan Tuđman, koji se poslije „priženio" u obitelj Marec u Veliko Trgovišće), još je ranije nestalo manje vlastelinsko dobro Preteršje koje je pripadalo obitelji Novak. A na potoku Luka, između zaseoka Ferenčaki i Halambeki, na lokalitetu koji se još i sada naziva „Pod mlinom" također se nalazila drvena vodenica. U Žejincima svakako treba posebno spomenuti naselje Halambeki: na prekrasnoj blagoj uzvisini smjestio se niz drevnih drvenih kuća, a u tom zaseoku nema još ni jedne jedine „zidanice".
Od glavne ceste u Žejincima, uz potok Luku još je početkom 20. stoljeća vodila prema „Gradu Vadini" cesta od drvenih pragova. Nije poznato je li cesta cijelom svojom dužinom bila aleja koju su s obje strane omeđivale goleme stare jele, ali od tzv. Petkova mosta do dvorca Vadine jest. „Grad Vadina", čiji su se ostaci očuvali do danas, bio je jednokatnica, dugačka četrdesetak metara, koja se u povijesnim ispravama spominje već poslije 1500. godine pa je tako, uz dvorac Radakovo, u kojemu je između ostalih stolovao i hrvatski ban Petar Erdody (1504-1567), zacijelo bio jedna od najstarijih građevina ovog područja. Cijeli prvi kat bio je građen od drveta, s dugačkim drvenim trijemovima, a i krov je bio drven: debele drvene grede pokrivene nabijenom zemljom. 
U Gradu Vadini po nekim se izvorima 1625. godine rodio kajkavski pjesnik Matija plemeniti Magdalenić, poznati prevoditelj s madžarskoga. U Vadini je neko vrijeme živio vadinski zet i muž Barbare plemenite Bušić "de Vadina", Stjepan pl. Ožegović, protonotar, otac Metela Ožegovića Barlabaševačkoga, jedne od ključnih figura hrvatskoga političkog života u doba ilirizma. Stjepanova kćerka Vilhelmina Ožegović, udata Fodroczv, ostala je u sjećanju žitelja Vadine kao tragična heroina: umrla je nesretnim slučajem u 26. godini života i pokopana na groblju u Strmcu. Ivan Kukuljević Sakcinski zapisao je u svojim „Nadpisima sredovječnim i novovjekim na crkvah, javnih i privatnih sgradah...", Zagreb 1891, natpis na njezinu nadgrobnom spomeniku kao jedan od najdužih i najdirljivijih grobnih natpisa u Hrvatskoj.
Vilhelminina kćerka Ljudmila udala se za turopoljskoga plemića Ladislava Modića (1822-1897), koji je do smrti živio u Vadini, a pokopan je u Žejincima, na groblju Svetog Duha, gdje mu je grob još prije tridesetak godina, uza sam ulaz u groblje s desne strane, obilježavala lipa. Ladislav Modić u mladim se danima, zajedno sa svojim ocem Adalbertom, poslije varaždinskim podžupanom, isticao u burnim političkim zbivanjima zagrebačke županije četrdesetih godina 19. stoljeća. Kao posljednji vadinski vlastelin ostao je upamćen kao dugogodišnji školski nadzornik u novoosnovanoj pučkoj školi u Luki, član odbora za izgradnju nove župne crkve u Luki (1862), crkveni dobrotvor i hortikulturni entuzijast. Osim toga zasluga je Ladislava Modića što je Vadina imala i veliku crnogoričnu šumu: svako je domaćinstvo u Vadini moralo zasaditi i uzgojiti 20 crnogoričnih stabala pa je Vadina u njegovo doba bila jedno od rijetkih mjesta u Gornjem Zagorju obraslo gustom crnogoričnom šumom. Tako se u Vadini od svih njezinih povijesnih vrijednosti očuvao još jedino dio nekadašnje kurije i dvadesetak drvenih kuća, razbacanih po brežuljcima, prostorno najvećega i povijesno najpoznatijega sela u Općini Luci.
Općina Luka sa sjedištem u Luci osnovana je 1995. godine.

## Poznate osobe
- Nikola pl. Halper-Sigetski (1798. – 1895.), veliki županijski i kotarski sudac[5]
- U Žejincima se 1865. rodio djed prvog hrvatskog predsjednika Franje Tuđmana, Ivan Tuđman.[5]
- Ivan Lesiak, hrvatski kipar i crtač

## Spomenici i znamenitosti
- župna crkva svetog Roka u Luki, građena 1860. – 1864., posvećena 18. kolovoza 1864., posvetio ju je zagrebački biskup Josip Mihalović[5]
- kapela svetog Florijana u Krajskoj Vesi, na mjestu gdje je od 1790. godine bilo je sjedište župe Svetoga Roka, odnosno stara drvena župna crkva koja je 1857. izgorila od udara groma[5]
- kapela Svetog Duha u Žejincima
- kurija Pluska Gornja u Pluski, vlasništvo drevne hrvatske vlastelinske obitelji Ladany, pod čijim je patronatom osnovana nekadašnja župa sv. Roka u Krajskoj Vesi[5]
- kurija Pluska Donja u Pluski, vlasništvo obitelji Halper-Sigetski i sjedište porezne općine Pluska
- zgrada škole

## Obrazovanje
Godine 1874. osnovana je Pučka škola Luka u prizemnoj kući u središtu Luke. Posjedovala ju je obitelj Halper, a nakon što je prodana, u ovoj je prizemnici otvorena škola.

## Šport
U Luki djeluje nogometni klub "Mladost" Luka, trenutno u 1. županijskoj ligi – Zapad. 

## Vanjske poveznice
- Službene stranice Općine Luka